# Macromia alleghaniensis
Macromia alleghaniensis là loài chuồn chuồn trong họ Macromiidae. Loài này được Williamson mô tả khoa học đầu tiên năm 1909.